# Be My Lover
Be My Lover (englisch für „Sei mein Geliebter“) ist ein Lied des Eurodance-Duos La Bouche. Der Song ist die zweite Singleauskopplung des Debütalbums Sweet Dreams und wurde am 2. März 1995 veröffentlicht.

## Inhalt
Das Lied handelt von der Anziehung zwischen einer Frau und einem Mann. In der ersten Strophe singt Melanie Thornton von der Zeit, die sie gemeinsam verbrachten und dass der Mann nun wissen müsse, ob er ihr Geliebter sein wolle. Diese Frage stellt sie ihm auch direkt im Refrain. Die zweite Strophe wird von Lane McCray gerappt. Er bejaht die Frage eindeutig und meint, dass er ihr Liebhaber sein wolle und seine Liebe wie keine andere sei, nicht nur wie die eines Bruders. Anschließend meint Melanie Thornton, dass sie diese Antwort aufgrund seines Verhaltens sowieso erwartet habe.
| Liedteil   | Künstler                         |
| 1. Strophe | Melanie Thornton                 |
| Refrain    | Melanie Thornton                 |
| 2. Strophe | Lane McCray und Melanie Thornton |

“I hear what you say

I see what you do

I know everything I need to know about you

And I want you to know that it’s telling me

You wanna be my lover”

## Produktion
Be My Lover wurde von den deutschen Musikproduzenten Frank Farian, Ulli Brenner und Gerd Amir Saraf produziert. Es ist in cis-Moll geschrieben und besitzt ein Tempo von 134 Beats per minute.

## Musikvideos
Zu Be My Lover wurden zwei verschiedene Musikvideos in Europa und den Vereinigten Staaten veröffentlicht.
Die europäische Fassung zeigt Melanie Thornton in der Rolle einer Domina im schwarzen Leder-Outfit. Sie betritt eine dunkle Halle, in der sie den tanzenden Lane McCray trifft, ihn in einem Netz gefangen nimmt, seine Hände fesselt und seinen Mund mit Klebeband verschließt. Anschließend steckt sie ihn in den Laderaum ihres Lastwagens, wo er kopfüber an den Füßen neben anderen Männern aufgehängt wird. Thornton fährt nun mit dem LKW durch die Nacht zu einer weiteren Halle, in der mehrere Männer kopfüber gefangen gehalten werden. Während sie singt, laufen sie und weitere Frauen um diese Männer herum. Plötzlich gelingt es McCray, sich zu befreien, und er rappt seinen Text, während er vor Thornton steht und versucht, sie von sich zu überzeugen. Einige Szenen zeigen eine Menschenmenge, die in der Halle tanzt, während Thornton singt. Am Ende fährt sie wieder in ihrem Lastwagen auf der Suche nach dem nächsten Opfer.
Die US-Fassung zeigt Melanie Thornton in einem lila Outfit, während sie den Song am Mikrofon in einem Studio singt und tanzt. Lane McCray übernimmt dabei die Rolle des Produzenten, der im Studio am Bildschirm und Mischpult sitzt und die Aufnahme koordiniert. Zwischendurch werden weitere Tanzszenen gezeigt.

## Single

### Covergestaltung
Das Singlecover zeigt die beiden Bandmitglieder Lane McCray und Melanie Thornton, die den Betrachter ansehen. Am oberen Bildrand befindet sich ein roter Mund sowie der weiße Schriftzug La Bouche, und am unteren Bildrand steht der Titel Be My Lover in Rot und Weiß. Der Hintergrund ist schwarz gehalten.

### Titelliste
1. Be My Lover – Radio Edit – 3:58
2. Be My Lover – Club Mix (135 BPM) – 5:28
3. Be My Lover – Trance Mix (150 BPM) – 6:35
4. Do You Still Need Me – 3:35

### Chartplatzierungen
Be My Lover stieg am 27. März 1995 auf Platz 62 in die deutschen Charts ein und erreichte am 29. Mai 1995 die Spitzenposition, auf der es sich vier Wochen lang halten konnte. Insgesamt war das Lied 29 Wochen in den Top 100 vertreten, davon 13 Wochen in den Top 10. In den deutschen Jahrescharts 1995 belegte die Single Platz 9. In Schweden erreichte Be My Lover ebenfalls die Spitze der Charts, während es unter anderem in Australien, Norwegen, Österreich, den Niederlanden, der Schweiz, den Vereinigten Staaten, Frankreich und Belgien in die Top 10 einstieg.
| ChartsChartplatzierungen       | Höchstplatzierung | Wochen |
| ------------------------------ | ----------------- | ------ |
| Deutschland (GfK)              | 1 (29 Wo.)        | 29     |
| Österreich (Ö3)                | 3 (16 Wo.)        | 16     |
| Schweiz (IFPI)                 | 5 (32 Wo.)        | 32     |
| Vereinigte Staaten (Billboard) | 6 (38 Wo.)        | 38     |
| Vereinigtes Königreich (OCC)   | 25 (9 Wo.)        | 9      |

| ChartsJahrescharts (1995)      | Platzierung |
| ------------------------------ | ----------- |
| Deutschland (GfK)              | 9           |
| Österreich (Ö3)                | 13          |
| Schweiz (IFPI)                 | 5           |
| Vereinigte Staaten (Billboard) | 23          |

| ChartsJahrescharts (1996)      | Platzierung |
| ------------------------------ | ----------- |
| Vereinigte Staaten (Billboard) | 23          |

### Auszeichnungen für Musikverkäufe
Noch im Erscheinungsjahr wurde Be My Lover für mehr als 250.000 Verkäufe in Deutschland mit einer Goldenen Schallplatte ausgezeichnet. In den Vereinigten Staaten erhielt die Single ebenfalls eine Goldene Schallplatte für über 500.000 verkaufte Einheiten. Weltweit wurde der Song für insgesamt mehr als 1,5 Millionen verkaufte Einheiten zertifiziert.
| Land/Region                  | Auszeichnungen für Musikverkäufe (Land/Region, Auszeichnung, Verkäufe) | Verkäufe  |
| ---------------------------- | ---------------------------------------------------------------------- | --------- |
| Australien (ARIA)            | Platin                                                                 | 70.000    |
| Dänemark (IFPI)              | Platin                                                                 | 90.000    |
| Deutschland (BVMI)           | Gold                                                                   | 250.000   |
| Frankreich (SNEP)            | Silber                                                                 | 125.000   |
| Italien (FIMI)               | Gold                                                                   | 50.000    |
| Norwegen (IFPI)              | Gold                                                                   | 10.000    |
| Österreich (IFPI)            | Gold                                                                   | 25.000    |
| Spanien (Promusicae)         | Gold                                                                   | 30.000    |
| Vereinigte Staaten (RIAA)    | Gold                                                                   | 500.000   |
| Vereinigtes Königreich (BPI) | Gold                                                                   | 400.000   |
| Insgesamt                    | 1× Silber · 7× Gold · 2× Platin ·                                      | 1.550.000 |

Bei der Echoverleihung 1996 erhielten La Bouche für Be My Lover den Preis in der Kategorie Dance Act des Jahres national.

## Coverversionen
Im Jahr 2018 nutzten die deutschsprachigen Rapper Bonez MC, RAF Camora und Gzuz ein Sample des Refrains von Be My Lover in ihrem Lied Kokain, das ebenfalls Platz 1 der deutschen Charts erreichte. 2023 veröffentlichte der französische DJ David Guetta eine Coverversion in Zusammenarbeit mit Hypaton und La Bouche.